# ウィズロー島
ウィズロー島（ウィズローとう、Wislow Island）はアメリカ合衆国アラスカ州アリューシャン列島フォックス諸島を構成する一つの島である。

## 地理
直径520フィート (160 m)で、ウィズロー岬とウナラスカ島 (Unalaska Island) の北岸チアフル岬の間、リース湾に位置しダッチハーバーの北西11.3マイル(18.2 km)にある。

## 歴史
1888年に合衆国魚類野生生物局により命名された。